# Anna Seniuk

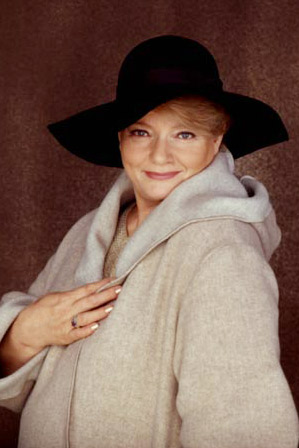
Anna Seniuk

Anna Seniuk (sinh ngày 17 tháng 11 năm 1942) là một diễn viên người Ba Lan.

## Sự nghiệp
Seniuk tốt nghiệp Học viện nghệ thuật sân khấu quốc gia AST ở Kraków vào năm 1964. Từ năm 1964 đến năm 1969, bà là diễn viên của Nhà hát Stary ở Kraków. Từ năm 1969, bà chuyển đến Warsaw và tham gia biểu diễn tại nhiều nhà hát. Bà làm việc tại Nhà hát quốc gia Warsaw từ năm 2003.
Bà nổi tiếng với vai diễn Magda Karwowska trong bộ phim truyền hình Ba Lan nổi tiếng những năm 1970 mang tên Czterdzestolatek (The Forty-Year-Old). Ngoài ra, bà còn cộng tác với Đài phát thanh Ba Lan và đã xuất hiện trong hơn 40 chương trình phát thanh. Bà được trao tặng nhiều giải thưởng và danh hiệu, trong đó có Thập giá Hiệp sĩ, Thập giá Sĩ quan và Thập giá Chỉ huy Huân chương Polonia Restituta lần lượt vào các năm 1988, 2003 và 2011.